# Мимульф
Мимульф (Минульф; лат. Mimulfus или Minulfus; казнён в 591 или 592, Орта-Сан-Джулио) — лангобардский правитель герцогства Сан-Джулио до 591 или 592 года.

## Биография
О Мимульфе сообщается в «Происхождении народа лангобардов» и «Истории лангобардов» Павла Диакона.
Согласно этим историческим источникам, Мимульф принадлежал к высшей лангобардской знати. Он был дуксом (герцогом) той части Лангобардского королевства, которая примыкала к озеру Орта.
Предполагается, что Мимульф тождественен Минульфу, упоминавшемуся в одном из писем папы римского Григория I Великого. В этом послании сообщалось, что исповедовавший ортодоксальное христианство Минульф прислал занимавшему Святой Престол в 579—590 годах папе Пелагию II золотой ключ.
В 590-е годы в Лангобардском королевстве произошли несколько крупных мятежей против короля Агилульфа. Их возглавляли знатные и влиятельные персоны: в 591 или 592 году — герцог Ульфар Тревизский, в 596 или 597 году — герцоги Варнекаут Павийский, Зангрульф Веронский и Гайдульф Бергамский. О причинах этих восстаний в средневековых трудах не сообщается. Мятеж Мимульфа начался в 590 году, незадолго до смерти 5 сентября короля Аутари. Тогда в Лангобардское королевство вторглись франки и герцог должен был встать на защиту королевских владений. Однако Мимульф, а за ним и герцог Бергамо Гайдульф увели своих воинов и позволили франкам беспрепятственно разорить северные области Лангобардского королевства. Когда же при новом лангобардском монархе Агилульфе с франками был заключён мир, Мимульф был обвинён в «преступных связях» с недавними врагами лангобардов и, соответственно, в государственной измене. В 591 году или 592 году король Агилульф совершил поход против Мимульфа и осадил его в резиденции на острове Сан-Джулио. После того как герцог был пленён, его по приказу короля обезглавили.
В XVII веке при раскопках в базилике Святого Юлия был обнаружен небольшой саркофаг с человеческими останками. На этом артефакте находилась теперь утраченная надпись «Мейнуль…» (MEINUL[…]), что позволило предположить связь захоронения с герцогом Мимульфом. В настоящее время саркофаг используется как ящик для пожертвований в базилике Святого Юлия.